# Гузятино (посёлок, Тверская область)
Гузя́тино — посёлок сельского типа в Бологовском районе Тверской области. Центр Гузятинского сельского поселения. Расположен в 10 километрах к западу от районного центра Бологое.
Железнодорожная станция Гузятино Октябрьской железной дороги, расположенная на линии Бологое-Московское — Дно-1.

## Население
В 1997 году — 331 хозяйство, 649 жителей. По данным на 2010 год население посёлка составило 362 человека.

## Экономика

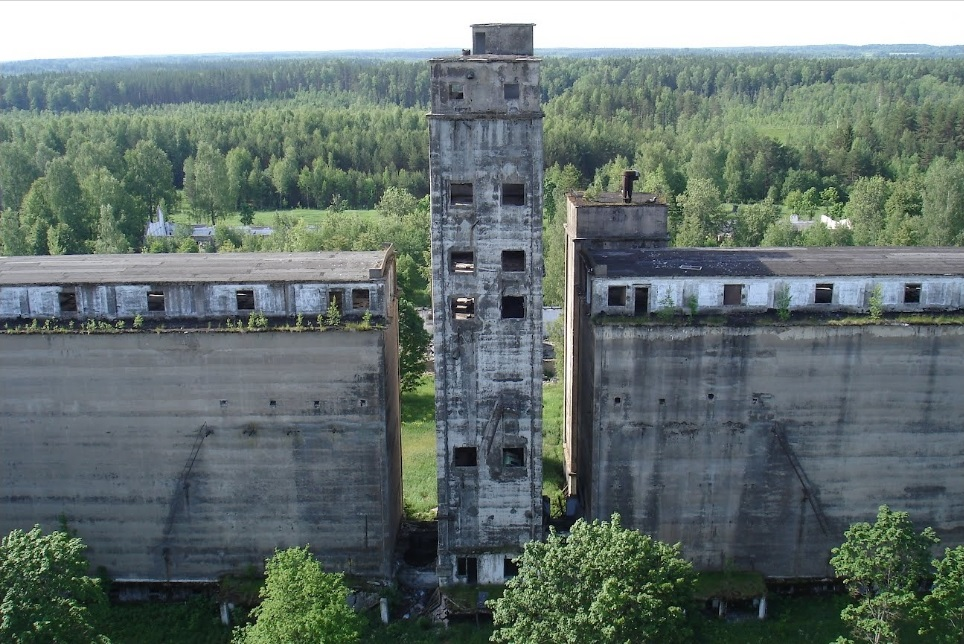
Элеватор

Элеватор.

## История
Возник в конце XIX века как посёлок при железнодорожной станции Бологое-Псковской железной дороги. Станция Гузятино открыта в 1897 году, название — по деревне Гузятино, расположенной в 6 км к северо-востоку от станции. В то время эта местность входила в Новгородскую губернию, Валдайский уезд. Были построены казармы железнодорожников. С 1933 года были возведены элеваторы (хлебная база), школа, почта, фельдшерский пункт, магазины, детский сад, ясли, клуб, пекарня, бани, кузница. Также была отведены территория под комбинат госрезерва "Озёрный". Было построено множество деревянных одноэтажных и двухэтажных бараков и частных домов. Многие дома привозили из соседних деревень: Городка, Никифорово, Нарачино. Триумф посёлка был в 1960-х годах, население составляло, предположительно, несколько тысяч человек. Через посёлок ходили поезда эстонского направления. На сегодняшний день многие дома ветшают, а посёлок пустеет. 